# Плопа, Максим Михайлович
Максим Михайлович Плопа (род. 23 января 1990, Бельцы) — российский футболист, защитник.

## Карьера
Выпускник школы петербургского «Локомотива». В 2008 году выступал за молодёжную команду «Химок». С 2009 по 2010 год выступал за молодёжную команду «Сатурна». За основу «Сатурна» сыграл один матч в Кубке России — 15 июля 2009 года в 1/16 финала против клуба «Луч-Энергия» (0:3).
С сезона 2011/12 игрок «Балтики». 25 сентября 2012 года в домашнем матче 1/16 финала Кубка России Плопа отметился голом в ворота петербургского «Зенита» (1:2). В конце этого же года принял участие в товарищеском матче между сборными командами ФНЛ и итальянской Серии В.
В июне 2015 года перешёл в «Сибирь» (Новосибирск), затем играл за «Оренбург». Летом 2018 года вернулся в «Балтику», которую покинул по окончании сезона 2020/21.
В начале июля 2021 года стал игроком «Новосибирска», в составе которого дебютировал 14 июля в кубковом матче. Перед сезоном 2022/23 перешёл в «Муром».
В 2025 году — тренер в академии ФК «Балтика» (Калининград).

## Статистика
| Клуб               | Сезон              | Чемпионат | Чемпионат | Кубок | Кубок | Итого | Итого |
| Клуб               | Сезон              | Игры      | Голы      | Игры  | Голы  | Игры  | Голы  |
| ------------------ | ------------------ | --------- | --------- | ----- | ----- | ----- | ----- |
| Балтика            | 2011/12            | 29        | 0         | 1     | 0     | 30    | 0     |
| Балтика            | 2012/13            | 30        | 0         | 2     | 1     | 32    | 1     |
| Балтика            | 2013/14            | 26        | 2         | 1     | 0     | 27    | 2     |
| Балтика            | 2014/15            | 23        | 0         | 2     | 0     | 24    | 2     |
| Всего за «Балтику» | Всего за «Балтику» | 108       | 2         | 6     | 1     | 114   | 3     |
| Сибирь             | 2015/16            | 27        | 2         | 0     | 0     | 27    | 2     |
| Сибирь             | 2016/17            | 22        | 0         | 2     | 0     | 24    | 0     |
| Сибирь             | 2017/18            | 20        | 1         | 0     | 0     | 20    | 1     |
| Всего за «Сибирь»  | Всего за «Сибирь»  | 69        | 3         | 2     | 0     | 71    | 3     |

## Достижения
- Бронзовый призёр Кубка ФНЛ: 2013.
- Чемпион ФНЛ: 2017/18.